# Герб Сент-Люсии
Герб Сент-Люсии (англ. Coat of arms of Saint Lucia) — государственный символ Сент-Люсии

## Описание
Представляет собой лазоревый щит положенными в крест двумя бамбуковыми стеблями, сопровождаемыми в углах попеременно двумя двойными злато-червлёными розой и лилиями, и с поставленным в месте скрещения троном вождя с тремя ножками (Stool). Все фигуры, кроме роз, золотые.
На щите стальной шлем с злато-лазоревым бурелетом с выходящей рукой, которая держит факел. Намет лазоревый, подбитый золотом.
Щитодержатели - два попугая синелицый амазон (Amazona versicolor) натуральных цветов, держащие в клювах листья тропических растений. На золотой ленте внизу девиз: «The Land. The People. The Light»

## Символика
Бамбуковые стебли — тропическая растительность Сент-Люсии. Они символизируют также стремление к единству островов Вест-Индии. Геральдические розы и лилии, представляющие, соответственно, Англию и Францию, напоминают о бурной истории острова, за который англичане и французы в XVII—XVIII веках вели 14 войн и который только во второй половине XVIII века десять раз переходил из рук в руки. Трон африканского вождя в центре щита означает африканское происхождение и культуру большинства населения Сент-Люсии. В XVII—XVIII веках сюда ввозились африканские рабы для работы на плантациях, и ныне 85 % населения составляют негры, а 9 % — мулаты. Лазоревый цвет щита символизирует верность, а золотой цвет фигур на щите - благосостояние. Шлем над щитом традиционен для геральдики бывших британских владений, цвета венка и намета соответствуют цветам щита. Рука с факелом символизирует свет свободы, указывающий путь развития молодого государства. Щитодержателями служат попугаи вида синелицый амазон, обитающие только на острове Сент-Люсия и находящиеся на грани исчезновения (их осталось около 400 экземпляров), Они представляют фауну Сент Люсии. Длина тела попугаев 43 см. Окраска оперения зелёная, лоб и передняя часть головы сине-фиолетовые; голова, ушки и щёки — голубые, на груди есть красное пятнышко.  Первостепенные маховые сине-фиолетовые, второстепенные — зелёные с сине-фиолетовыми кончиками, на крайних имеется красное «зеркало». Подкрылья зелёно-голубые. Лапы попугаев серые, а клюв серо-желтый. В 1980 году амазон был официально объявлен национальной птицей Сент-Люсии. Листья тропических растений в клювах попугаев и вокруг факелов символизируют флору острова. Девиз на английском языке означает «Страна, народ, свет».

## История
Первой колониальной эмблемой Сент-Люсии, возникшей ещё в первой половине XIX века, был пейзаж освещённого заходящим солнцем гористого острова с удобной гаванью, где стояли четыре парусника. На берегах гавани — два форта под английским флагом, а в правой части эмблемы виднелись две конусообразные вершины вулкана Питоне. В нижней части круга, под пейзажем, помещался латинский девиз «Стоянка безопасна для кораблей». В 1838 г. Сент-Люсия вошла в состав британской колонии Наветренных Островов. С 1889 года эмблема служила бэджем традиционного британского синего колониального флага. В 1939 году был создан первый герб Сент-Люсии (без девиза он являлся и новым бэджем), послуживший в дальнейшем основой для её современного герба. На черном щите, разделённом крестом из стволов бамбука, изображались по две золотых геральдических розы и лилии. Под щитом вилась лента с прежним девизом. В 1970 году щит стал золотым, а изображения на нем — чёрными. В центре щита появился черный круг с изображением золотого африканского трона (в таком виде щит стал новым бэджем). Щит стали поддерживать попугаи, его увенчали шлем с наметом, ветви местного папоротника полиподиума и рука с факелом, причем все эти элементы также были чёрно-жёлтыми. Под щитом появился современный девиз, а под ним — название острова и декоративное обрамление.
До 1958 года Сент-Люсия вместе с Гренадой, Сент-Винсентом и Доминикой входила в состав британского колониального объединения Наветренные острова, которое с 1939 года имело особый герб — четырёхцветный щит с латинским девизом «I pede fausto» — «Иди счастливой поступью». Он был создан на основе бэджа этой колонии, известного с конца XIX века.
В 1958 году Великобритания создает из своих островных владений в Карибском море Федерацию Вест-Индии. В её состав вошли в Антигуа, Барбадос, Гренада, Доминика, Монтсеррат, Сент-Кристофер - Невис - Ангилья, Сент-Люсия, Сент-Винсент, Тринидад и Тобаго, Ямайка вместе с островами Кайман и Тёркс и Кайкос. Герб Федерации представлял собой щиток с червлёной главой с английским золотым львом. Нижняя часть серебряная с четырьмя синими волнами, в центре её был наложен золотой щиток с червленым опрокинутым и вписанным стропилом, заполненным серебром; щиток соприкасался верхней кромкой с главой и был окружен десятью золотыми безантами. Золотой шлем был увенчан необычным многоцветным бурлетом - бело-черно-сине-желто-зелено-красным, из-за которого ввысь была вытянута чернокожая рука с факелом. Щитодержателями служили широко распространенные в Вест-Индии бурые пеликаны с воздетыми крыльями. Девиз на английском языке гласил «To Dwell Together In Unity» («Чтобы Жить Вместе»). Волны символизировали собой Карибское море. Каждый безант представлял собой один из островов Федерации. Английский лев в главе отражал связи с Великобританией. Факел символизирует собой свет свободы, освещающий путь государства. Заявленной целью создания Вест-Индской Федерации было сформирование политической общности, которая могла бы получить независимость от Великобритании как единое целое. Однако, прежде чем это произошло, она официально распалась в мае 1962 года в связи с нарастающими внутренними конфликтами между её членами.
В 1967 году Сент-Люсия получила статус ассоциированного с Великобританией государства и получила право самоуправления во внутренних делах. Полная независимость была предоставлена Сент-Люсии 22 февраля 1979 года. Тогда же герб приобрел современный вид и расцветку. Наряду с изменением цветов герба, исчезновением обрамления, папоротника, названия страны под щитом и диска в центре щита, появлением листьев в клювах у попугаев и над шлемом несколько изменились и художественно-стилистические особенности большинства элементов герба. Цвета щита приведены в соответствие с основными цветами ранее созданного флага.